# ТЭЦ Сушец
ТЭЦ Сушец — теплоэлектроцентраль на юге Польши, расположенная примерно в три десятка километров к юго-западу от Катовиц.
В 1983 году рядом с селом Сушец начала работу угольная шахта Krupiński, для обеспечения потребностей которой были установлены три водогрейных котла: два угольных WR-10 и один газовый PWPg-6.
В 1997 году станцию преобразовали в ТЭЦ, для чего дополнили двумя генераторными установками мощностью 2,7 МВт и 3,1 МВт на основе двигателей внутреннего сгорания TBG 632V16 производства немецкой компании MWM Deutz. Они используют шахтный метан, получаемый во время дегазации подземных выработок. Помимо производства электроэнергии, эти установки могли производить 3,9 МВт и 4,1 МВт тепловой энергии соответственно.
По состоянию на вторую половину 2010-х годов действуют четыре генераторные установки общей электрической мощностью 10,6 МВт. Тепловая мощность станции составляет 38,6 МВт. При этом в 2015—2017 годах 95 % тепла получали от сжигания шахтного метана.
На данный момент ТЭЦ Сушец работает отдельно от шахты, в составе активов энергетической группы TAURON.